# Hypolimnas porphyria
Hypolimnas porphyria är en fjärilsart som beskrevs av Pieter Cramer 1782. Hypolimnas porphyria ingår i släktet Hypolimnas och familjen praktfjärilar. Inga underarter finns listade i Catalogue of Life.